# Achilles und die Schildkröte

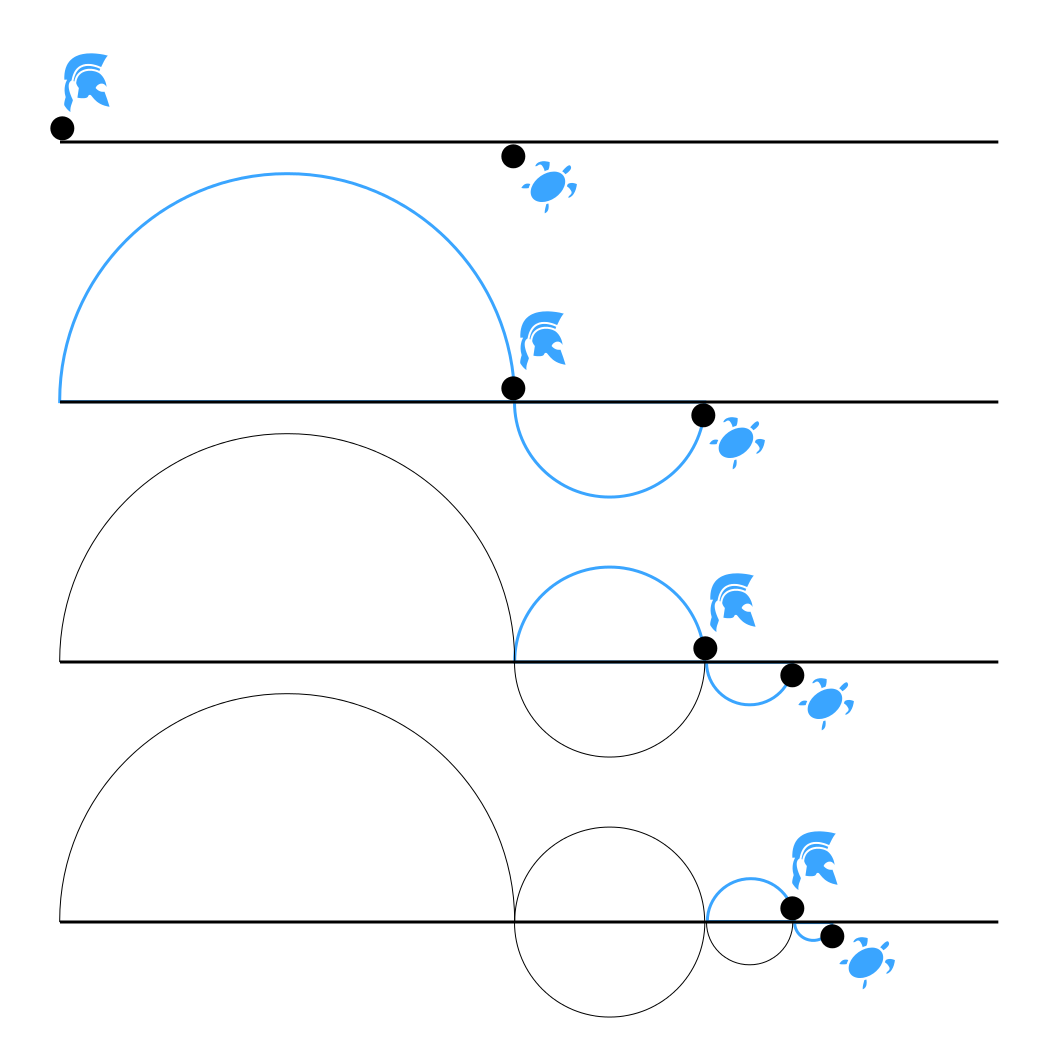
Grafische Veranschaulichung des Paradoxon

Das Paradoxon von Achilles und der Schildkröte ist einer von mehreren bekannten Trugschlüssen, die dem griechischen Philosophen Zenon von Elea (5. Jh. v. Chr.) zugeschrieben werden, und eines von vier Paradoxa, die Aristoteles in seiner Abhandlung Physik beschreibt.

## Paradoxon
Das Paradoxon handelt von einem Wettlauf zwischen dem für seine Schnelligkeit bekannten Achilles und einer sich langsam bewegenden Schildkröte. Beide starten zum selben Zeitpunkt, aber die Schildkröte erhält anfangs einen Vorsprung. Obwohl Achilles schneller ist, kann er sie niemals einholen.
Zenons Argument beruht auf der Annahme, dass Achilles zunächst den Punkt erreichen muss, an dem die Schildkröte gestartet ist. Bis zu diesem Zeitpunkt wird sich die Schildkröte, wenn auch nur um eine kleine Strecke, zu einem anderen Punkt vorwärts bewegt haben. Bis Achilles die Strecke zu diesem Punkt zurückgelegt hat, wird die Schildkröte zu einem anderen Punkt vorgerückt sein usw.

## Lösung von Aristoteles
Das Achilles-Paradoxon verdeutlicht das Problem des Kontinuums. Aristoteles’ Lösung für dieses Problem bestand darin, die Segmente der Achillesbewegung als nur potentiell und nicht wirklich zu behandeln, da er sie nie durch Anhalten verwirklicht. In einer Vorwegnahme der modernen Maßtheorie argumentierte Aristoteles, dass eine Unendlichkeit von Unterteilungen einer Strecke, die endlich ist, nicht die Möglichkeit ausschließt, diese Strecke durchzulaufen, da die Unterteilungen nicht wirklich existieren, es sei denn, man tut etwas mit ihnen, in diesem Fall das Anhalten an ihnen.

## Mathematische Lösung
Tatsächlich wird ein Schnellerer einen Langsameren aber immer einholen, sofern er dafür nur genügend Zeit hat. Die zum Einholen benötigte Zeit ist proportional zum Vorsprung und umgekehrt proportional zur Differenz der Geschwindigkeiten der beiden Läufer und bei gleichbleibendem Verhältnis dieser beiden Geschwindigkeiten umgekehrt proportional zu jeder derselben.

Ein geometrischer Beweis mittels des Strahlensatzes, der auch den Griechen möglich war. (Optimalerweise wählt man am Ursprung für Achilles einen 45°-Winkel.)
Schildkröte
Achilles

Zenons Trugschluss beruht auf zwei Fehlern:
1. Er berücksichtigt nicht, dass eine unendliche Reihe eine endliche Summe haben kann.[Anm. 3][Anm. 4]
2. Der Weg, den Achilles von seinem Ausgangspunkt bis zum Zusammentreffen mit der Schildkröte zurücklegt, kann beliebig oft – formal unendlich oft – in Vorsprünge der Schildkröte unterteilt werden. Aus der Tatsache, dass diese Teilungshandlung beliebig oft vorgenommen werden kann, folgt aber nicht, dass die zu durchlaufende Strecke unendlich wäre[Anm. 5] oder dass unendlich viel Zeit erforderlich wäre, sie zurückzulegen.

## Zenons Paradoxien
Es gibt unterschiedliche Ansichten darüber, was Zenon mit seinen „Paradoxien“ zeigen wollte. Häufig wird vermutet, dass sie die Eleatische These (siehe Parmenides von Elea) stützen sollten, der zufolge es in der Wirklichkeit keine Vielheit, sondern nur ein einziges unveränderliches und unzerstörbares Ganzes gebe, und dass die Alltagswahrnehmung von Vielfalt und Bewegung bloßer Schein sei. Sicher ist jedoch, dass diese antike Überlegung zur Begriffsbildung der Unendlichkeit beigetragen hat, und sie wird auch heute noch als Lehrbeispiel dafür verwendet.
Das Paradoxon ist nicht direkt überliefert, sondern findet sich in Aristoteles’ Physik und Simplikios’ Kommentar dazu.
Verwandte Paradoxa, die Zenon zugeschrieben werden, sind das Teilungsparadoxon und das Pfeil-Paradoxon. Inhaltlich nicht verwandt mit dem Zenonischen Paradox ist ein von Lewis Carroll in seinem kurzen Dialog What the Tortoise Said to Achilles (Was die Schildkröte zu Achilles sagte) vorgestelltes Argument, mit dem er den Unterschied zwischen objekt- und metasprachlicher Implikation thematisiert und das gelegentlich als Carroll-Paradox bezeichnet wird.